# Chip Taylor
Chip Taylor, pseudonimo di James Wesley Voight (Yonkers, 21 marzo 1940), è un cantautore statunitense.

## Biografia
Nato a Yonkers (New York), è fratello dell'attore Jon Voight e zio degli attori Angelina Jolie e James Haven.
Le sue canzoni più famose sono Wild Thing, datata 1965 e interpretata dai The Troggs, e Angel of the Morning, registrata da numerosi artisti tra cui Merrilee Rush, Juice Newton e Melba Montgomery. Ha scritto anche altri brani di successo cantate da altri artisti come I Can't Let Go (Evie Sands, The Hollies) e Son of a Rotten Gambler (Emmylou Harris, Anne Murray, The Hollies).
Da artista solista ha debuttato nel 1971. Nella seconda metà degli anni '70 però ha deciso di dedicarsi ad altre attività, prima di ritornare a incidere nel 1993.
Nel 1988, nel film Compagni di scuola, viene erroneamente citato come frontman del gruppo The Troggs.

## Discografia

### Album
| Anno | Album                                     |    | Etichetta           |
| ---- | ----------------------------------------- | -- | ------------------- |
| 1971 | Gorgoni, Martin & Taylor                  | —  | Buddah Records      |
| 1971 | Gasoline                                  | —  | Buddah              |
| 1973 | Chip Taylor's Last Chance                 | —  | Warner Bros.        |
| 1974 | Some of Us                                | —  | Warner Bros.        |
| 1975 | This Side of the Big River                | 36 | Warner Bros.        |
| 1976 | Somebody Shoot Out the Jukebox            | —  | CBS                 |
| 1979 | Saint Sebastian                           | —  | Capitol Records     |
| 1996 | Hit Man                                   | —  | Gadfly              |
| 1997 | Living Room Tapes                         | —  | Gadfly              |
| 1999 | Seven Days In May... A Love Story         | —  |                     |
| 2000 | London Sessions Bootleg                   | —  |                     |
| 2001 | Black & Blue America                      | —  |                     |
| 2002 | Let's Leave This Town                     | —  | Lone Star           |
| 2003 | The Trouble With Humans                   | —  | Lone Star           |
| 2005 | Red Dog Tracks                            | —  |                     |
| 2006 | Unglorious Hallelujah                     | —  | Back Porch Music    |
| 2007 | Live from the Ruhr Triennale              | —  | MRI                 |
| 2008 | New Songs of Freedom                      | —  | Megaforce Records   |
| 2008 | Songs From a Dutch Tour                   | —  | Train Wreck Records |
| 2009 | Yonkers NY                                | —  | Train Wreck         |
| 2012 | F**k all the Perfect People               | —  | Train Wreck         |
| 2013 | Block Out The Sirens of This Lonely World | —  | Train Wreck         |
| 2014 | The Little Prayers Trilogy                | —  | Train Wreck         |

### Raccolte
| Anno | Album                                | Etichetta            |
| ---- | ------------------------------------ | -------------------- |
| 2008 | Angels & Gamblers: Best of 1971-1979 | Raven Records        |
| 2010 | James Wesley Days Best of 99-10      | Rootsy / Train Wreck |